# Iduronatna 2-sulfataza
Iduronatna 2-sulfataza (EC 3.1.6.13, hondroitinsulfataza, idurono-2-sulfataza, iduronid-2-sulfat sulfataza, -iduronosulfataza, -idurono sulfatna sulfataza, iduronatna sulfataza, sulfo-L-iduronatna sulfataza, L-iduronat 2-sulfatna sulfataza, sulfoiduronatna sulfohidrolaza, 2-sulfo-L-iduronat 2-sulfataza, iduronat-2-sulfat sulfataza, iduronat sulfatna sulfataza) je enzim sa sistematskim imenom L-iduronat-2-sulfat 2-sulfohidrolaza. Ovaj enzim katalizuje sledeću hemijsku reakciju
hidroliza 2-sulfatnih grupa L-iduronat 2-sulfatnih jedinica dermatan sulfata, heparan sulfata i heparina

## Literatura
- Nicholas C. Price; Lewis Stevens (1999). Fundamentals of Enzymology: The Cell and Molecular Biology of Catalytic Proteins (Third изд.). USA: Oxford University Press. ISBN 019850229X.
- Eric J. Toone (2006). Advances in Enzymology and Related Areas of Molecular Biology, Protein Evolution (Volume 75 изд.). Wiley-Interscience. ISBN 0471205036.
- Branden C; Tooze J. Introduction to Protein Structure. New York, NY: Garland Publishing. ISBN 0-8153-2305-0.
- Irwin H. Segel. Enzyme Kinetics: Behavior and Analysis of Rapid Equilibrium and Steady-State Enzyme Systems (Book 44 изд.). Wiley Classics Library. ISBN 0471303097.

## Spoljašnje veze
- Iduronate-2-sulfatase на 